# Jay and Silent Bob Reboot
Jay and Silent Bob Reboot ist eine US-amerikanische Filmkomödie aus dem Jahr 2019 und der achte Teil der New-Jersey-Filme. Der Film wurde am 15. und 17. Oktober uraufgeführt. Das Drehbuch stammt von Kevin Smith, der auch die Regie führte, den Filmschnitt selbst erledigte und neben Jason Mewes die Hauptrolle spielte. Des Weiteren gibt es Cameo-Auftritte von Jason Lee, Shannon Elizabeth, Rosario Dawson und Ben Affleck.

## Handlung
Jay und Silent Bob schlagen sich in der Kleinstadt Leonardo im US-Bundesstaat New Jersey durch, indem sie in einer ehemaligen Videothek unter dem Deckmantel eines Restaurants namens Cock Smoker Marihuana anbauen, was dazu führt, dass es eine Hausdurchsuchung durch ein SWAT-Team gibt. Die beiden Protagonisten werden vor Gericht gestellt und erhalten einen Pflichtverteidiger beigeordnet. Der Verteidiger überzeugt den Richter davon, dass es sich bei dem Drogengeschäft um einen Pop-up-Shop handelt, der einzig allein dazu diente einen Film zu promoten. Jay und Silent Bob werden freigesprochen, haben aber sofort den nächsten Prozess am Hals. Diesmal vertritt ihr ehemaliger Pflichtverteidiger die Gegenseite Saban Films. Diese Firma will die sogenannten Bluntman and Chronic-Comics in Form eines Filmes vermarkten und vertritt den Standpunkt, dass die beiden Angeklagten ihre Namensrechte abgetreten hätten und die beiden Drogenhändler sich daher nicht mehr Jay und Silent Bob nennen dürften.
Aufgebracht besuchen die beiden nun Brodie Bruce in seiner Comic-Buchhandlung. Dieser erzählt ihnen, dass der Film, durch den sie ihre Namen verloren hätten und bei dem Kevin Smith Regie führt, fast fertig sei und nur noch eine Action-Szene fehlen würde, welche aktuell im Rahmen der Chronic-Con in Hollywood gedreht werden würde. Jay und Silent Bob hätten nur noch drei Tage um die Fertigstellung des Films zu verhindern und ihre Namen zurückzugewinnen.
Leider müssen sie feststellen, dass sie sich auf der No Fly Liste befinden. Sie stehlen einem Geschäftsmann seine Kreditkarte und buchen sich eine Uber-Fahrt nach Kalifornien.
In Chicago angekommen bietet Jay dem Fahrer einen Joint an, worauf dieser prompt verhaftet wird, während die beiden Hauptcharaktere das Restaurant Mooby’s betreten, wo Jay seine Ex-Freundin Justice als Wettermoderatorin im Fernseher entdeckt. Schnell finden sie heraus, wo Justice lebt, und statten ihr einen Besuch ab. Justice fällt in Ohnmacht, als sie die beiden erblickt. Jay und Silent Bob werden daraufhin von einem Mädchen mit einer Torwartmaske niedergeschlagen und gefangen genommen. Als sie in Justices Wohnzimmer aufwachen erklärt ihnen die Ex, dass Jay ihr das Herz gebrochen hätte, weil er sie nie im Gefängnis besucht habe. Sie hätte zwischenzeitlich geheiratet und seine Tochter Millennium Faulken genannt Milly geboren. Jay wird dringend geraten Milly gegenüber nie seine Identität preiszugeben, bevor die besagte Tochter, bei der es sich um das maskierte Mädchen handelt, den beiden vorgestellt wird. Milly stellt den beiden auch ihre beste Freundin Soapy vor, die stumm ist und sich nur per Zeichensprache verständigt.
Justice fährt mit ihrer Ehefrau Reggie in den Urlaub, während Jay und Silent Bob von Jays Tochter gezwungen werden, sie mit nach Hollywood zu nehmen. Milly setzt die beiden auf Drogen und nachdem sie aus ihren Träumen erwachen, finden sie sich an einem Highway in New Orleans wieder, wo sie zwei Freunde von Milly kennen lernen – Jihad und Shan Yu – welche auch die Chronic-Con besuchen wollen, da Shan Yu ein großer Fan dieser Veranstaltung ist und sie diese gerne besuchen würde, bevor sie wieder zurück nach China muss. Sie stehlen daraufhin den Van eines Pädophilen, den Milly in einem Chatraum kennengelernt hat, und fahren weiter nach Kalifornien.
Vor einem anderen Mooby’s verlieren Jay und Silent Bob ihre Begleiterinnen und den Van aus den Augen. Dafür treffen sie aber den Fahrer aus ihrer ersten Fahrt, der sich darüber beschwert, dass die beiden sein Leben ruiniert hätten. Jay und Bob stehlen sein Auto und machen sich auf die Suche nach den Mädchen. Sie finden den Van in einer Gegend, wo der Ku-Klux-Klan eine Kundgebung veranstaltet. Die Sekten-Mitglieder haben die Mädchen entführt und planen sie zu töten. Bob stiehlt eine Klan-Kutte und gibt sich als Würdenträger aus, um die Anwesenden abzulenken, während Jay die Mädchen befreit. Die Flucht gelingt und man erreicht die Convention.
Die Wege der Fünf trennen sich, da Jay und Bob die Filmaufnahmen stoppen wollen. Die beiden schleichen sich hinter dem Rücken eines Wachmannes hinein, werden aber danach permanent von diesem verfolgt. Sie verstecken sich und stoßen auf Holden McNeil, der gerade einen Podcast mit Alyssa Jones dreht, welche Holdens Chasing-Amy-Comic in eine Netflix-Serie verwandeln will. Holden berichtet, dass er über Jahre hinweg mit Alyssa eine platonische Beziehung führte aber dennoch Sperma für sie und ihre Frau spendete, damit sie ein Kind haben können. Das Ergebnis, Amy, wird vorgestellt und Holden erzählt, dass diese Vaterschaft seinem Leben eine neue Bedeutung gegeben hätte, woraufhin Jay seine Pläne über Bord wirft den Film zu verhindern, um sich um seine Tochter zu kümmern.
McNeil gibt Jay und Bob V.I.P.-Badges für sie und die Mädchen mit welchen sie einen Vortrag von Kevin Smith besuchen können. Smith verlässt die Bühne und Milly, der auffiel, dass der Filmdirektor große Ähnlichkeit zu Bob hat, schlägt ihn nieder und gibt Bob die Kleidung von Smith. Bob betritt die Bühne aber seine Verkleidung als Smith wird von Shan Yu durchschaut, woraufhin sie ihn niederschlägt. Der richtige Kevin Smith betritt wieder die Szenerie und Bob wird aus dem Saal geworfen. Shan Yu lässt auch ihre Maske fallen und gibt sich als russische Spionin zu erkennen, die ausgesandt wurde, um die amerikanische Popkultur zu zerstören. Jay beleidigt Shan Yu. Diese zieht eine Pistole und bedroht ihn, woraufhin er Milly im Angesicht des Todes beichtet, dass er ihr Vater ist. In der Zwischenzeit erwacht Bob und stiehlt direkt eine Requisite des Films, den Iron Bob-Kampfanzug. So ausgerüstet zettelt er einen Aufstand des Publikums an und Shan Yu und ihre Handlanger werden entwaffnet.
Wieder daheim vor ihrem geliebten Quick Stop erzählt Jay seiner Tochter von seinen gemeinsamen Abenteuern zusammen mit Silent Bob und auch wie er ihre Mutter kennen lernte. Der Ladenbesitzer Dante Hicks beschwert sich darüber, dass das Schloss wieder klemmt. Am Ende des Abspanns teilt Jay Milly noch mit, dass er und Bob seit 25 Jahren das Schloss mit Kaugummi blockieren.

## Synchronisation
Die Synchronisation des Films übernahm die CSC-Studio in Hamburg. Das Dialogbuch schrieb Manuel Karakas und die Dialogregie führte Robert Kotulla.
| Rolle                                    | Schauspieler              | Deutscher Sprecher    |
| ---------------------------------------- | ------------------------- | --------------------- |
| Jay                                      | Jason Mewes               | Simon Jäger           |
| Silent Bob/Kevin Smith                   | Kevin Smith               | Tobias Meister        |
| Millennium „Milly“ Faulken               | Harley Quinn Smith        | Leonie Landa          |
| Jihad                                    | Aparna Brielle            | Damineh Hojat         |
| Justice Faulken                          | Shannon Elizabeth         | Sonja Spuhl           |
| Dante Hicks/Grant Hicks/Brian O’Halloran | Brian O’Halloran          | Olaf Reichmann        |
| Alyssa Jones                             | Joey Lauren Adams         | Anja Topf             |
| Pflichtverteidiger                       | Justin Long               | Robert Kotulla        |
| Anklägerin                               | Frankie Shaw              | Nicole Hannak         |
| Richter                                  | Craig Robinson            | Jan-David Rönfeldt    |
| Brodie Bruce                             | Jason Lee                 | Markus Pfeiffer       |
| Geschäftsmann                            | Ralph Garman              | Michael Iwannek       |
| Dan Con                                  | Dan Fogler                | Christopher Groß      |
| Wachmann                                 | Diedrich Bader            | Oliver Hörner         |
| Holden McNeil                            | Ben Affleck               | Peter Flechtner       |
| Matt Damon                               | Matt Damon                | Christian Stark       |
| Angestellte bei Mooby’s                  | Kate Micucci              | Franciska Friede      |
| Miss McKenzie                            | Jennifer Schwalbach Smith | Antje Thiele          |
| Reboot Bluntman                          | Val Kilmer                | Torsten Sense         |
| Jason Biggs                              | Jason Biggs               | Kim Hasper            |
| James Van Der Beek                       | James Van Der Beek        | Johannes Semm         |
| Chris Hemsworth                          | Chris Hemsworth           | Tommy Morgenstern     |
| Stan Lee                                 | Stan Lee                  | Thomas Kästner        |
| Melissa Benoist                          | Melissa Benoist           | Merete Brettschneider |
| Reggie Faulken                           | Rosario Dawson            | Claudia Gáldy         |
| Alfred                                   | Tommy Chong               | Douglas Welbat        |
| Bailiff                                  | Joe Manganiello           | Tobias Kluckert       |

## Rezeption
Auf der Website Rotten Tomatoes hat der Film eine Zustimmungsrate von 66 %, basierend auf 38 Bewertungen, mit einem gewichteten Durchschnitt von 6,39/10. Der kritische Konsens der Website lautet: "Jay & Silent Bob Reboot, der sich auf einen Fehler konzentriert, versucht, die gleiche Publikumsnostalgie zu verspotten, die er abbaut - und zieht sie oft genug durch, um die Gläubigen zufrieden zu stellen." Auf Metacritic, hat der Film eine gewichtete durchschnittliche Punktzahl von 46 von 100, basierend auf 7 Kritikern, was auf "gemischte oder durchschnittliche Bewertungen" hinweist.